# Edward Scissorhands
Edward Scissorhands (titulada El joven manos de tijera en Hispanoamérica y Eduardo Manostijeras en España) es una película estadounidense de 1990 dirigida por Tim Burton y escrita por Caroline Thompson, a partir de una historia de ella y Burton que mezcla géneros como la fantasía oscura junto con elementos románticos. El reparto lo encabezan Johnny Depp, Winona Ryder, Dianne Wiest, Anthony Michael Hall, Kathy Baker, Vincent Price y Alan Arkin. Cuenta la historia de un humanoide artificial inacabado que tiene hojas de tijeras en lugar de manos, que es acogido por una familia suburbana y se enamora de su hija adolescente.
Burton concibió la película desde su infancia en los suburbios de Burbank, California. Durante la preproducción de Beetlejuice, Caroline Thompson fue contratada para adaptar la historia de Burton a un guión, y la película comenzó a desarrollarse en 20th Century Fox después de que Warner Bros. declinara. La película se aceleró después del éxito crítico y financiero de Burton con Batman. La película también marca la cuarta colaboración entre Burton y el compositor de música cinematográfica Danny Elfman, y fue el último papel cinematográfico de Vincent Price que se estrenó durante su vida.
Edward Scissorhands fue lanzado con una recepción positiva por parte de la crítica y fue un éxito financiero, recaudando más de cuatro veces su presupuesto de 20 millones de dólares. La película ganó el Premio de Cine de la Academia Británica al Mejor Diseño de Producción y el Premio Hugo a la Mejor Presentación Dramática, además de recibir múltiples nominaciones a los Premios de la Academia, los Premios de Cine de la Academia Británica y los Premios Saturn. Tanto Burton como Elfman consideran Edward Scissorhands su obra más personal y favorita.

## Argumento
La película comienza con una anciana y su nieta durante una nevada, la niña le pregunta a su abuela por qué nieva y ella decide contarle una historia.
La historia se inicia cuando una vendedora de cosméticos llamada Peg, entra a una mansión ruinosa con el fin de vender sus productos de belleza. Al adentrarse en el lugar se encuentra con Edward, un joven que fue creado a partir de un robot y no fue terminado tras la muerte de su creador, quedando con tijeras en lugar de manos. Conmovida por su bondad e inocencia decide llevárselo a su casa.
Nadie en su familia (su esposo Bill y su hijo Kevin) parecen incómodos con la presencia de Edward e incluso los vecinos se interesan por el misterioso huésped de Peg. Sin embargo, al llegar Kim, la hija mayor de Peg, se desata una serie de problemas, pues ella sí se siente incómoda con Edward en casa. Edward se enamora de ella. Sin embargo ella tiene novio, Jim, el cual de cierta forma evita que Kim descubra sus sentimientos hacia Edward.
Debido a su inocencia, muchos de los vecinos de Peg se aprovechan de él haciendo que les corte el pelo o podando sus jardines, esculpiendo figuras fantásticas. Sin embargo, Jim encuentra cómo sacar provecho de las "mágicas manos" de Edward, haciendo que abra las puertas para robar dinero de su propia casa. En el momento en el que son descubiertos por la policía, es abandonado por todos, a excepción de Kim. Es en ese momento cuando ella descubre lo que siente por Edward: más que lástima o compasión, es amor. Edward es liberado después de un examen psicológico que revela que su aislamiento le permitió vivir sin un sentido de la realidad y el sentido común. Durante la Navidad, Edward es temido por casi todo el mundo a su alrededor, excepto la familia Boggs.
Mientras la familia pone los adornos navideños, Edward crea una escultura de hielo de un ángel. Las virutas del hielo van cayendo, como si estuviera nevando y Kim comienza a bailar debajo de la nieve. Jim llama a Edward, por lo que se distrae y sin querer le hace un corte en la mano a Kim. Jim grita que lo ha hecho a propósito y utiliza esto como una oportunidad para atacar a Edward lleno de celos. Cuando Kim lo ve le dice que han terminado, Jim se va, invadido de celos y rabia a la camioneta de su amigo donde beben. Edward regresa a la casa con Kim y ésta le pide que la abrace, pero él dice que no puede (debido a sus manos). Aun así, ella lo abraza.
En tanto, Jim se emborracha con su amigo y se van en la camioneta de este a la casa de Kim. Al mismo tiempo, el hermano de Kim que estaba en casa de un amigo, se va hasta su hogar.
La situación empeora cuando Kevin es casi atropellado por el amigo borracho de Jim. Edward empuja a Kevin fuera del camino, y accidentalmente le hace un corte en la cara, causando que todo el vecindario se asuste. Edward huye de regreso a la mansión gótica donde Peg lo encontró y los vecinos lo siguen, a pesar de que Peg les pide que lo dejen solo.
Kim corre a la mansión de Edward, mientras que Jim obtiene una pistola y sigue a Kim. En la mansión ruinosa, Jim embosca a Edward y pelea con él; Edward se niega a pelear hasta que Jim abofetea a Kim cuando intenta intervenir. Enfadado, Edward apuñala a Jim en el estómago y lo empuja violentamente desde una ventana, matándolo. Kim confiesa su amor a Edward y lo besa antes de que ella se vaya. Mientras la policía y los vecinos llegan, Kim los engaña convenciéndolos de que Jim y Edward se mataron entre sí, y les muestra unas tijeras similares a las de Edward. Todos los vecinos regresan a sus hogares.
Al final, la anciana resulta ser Kim, después de un respiro, le cuenta a su nieta que nieva porque Edward está vivo y esculpe estatuas de hielo, su nieta le sugiere que en verdad, si él sigue ahí, aún puede regresar a verlo; pero ella le responde que no quiere porque ya es anciana y prefiere que él la recuerde como era antes, y tampoco ella olvidará que cuando él llegó nunca antes había nevado.

## Reparto
- Johnny Depp como Edward Scissorhands: El protagonista. Un joven solitario e ingenuo con tijeras en lugar de manos. Es encontrado por la vendedora de cosméticos Peg Boggs quien lo saca de su aislada mansión gótica en ruinas para llevarlo a su vecindad de colores pasteles tipo "paraíso suburbano". Edward intenta demostrar a cada uno en su vecindario que puede aceptar las cosas de la vida y ser feliz. También ofrece una renovación para la vecindad entera pues con el filo de navaja de sus manos puede hacer cosas como realizar esculturas podando las plantas.
- Winona Ryder como Kim Boggs: Una frágil, bella, brillante y cariñosa adolescente que se enamora de Edward.
- Dianne Wiest como Peg Boggs: Una típica madre sensible que quiere mostrarle a Edward la vida que él merece al tratarlo como un hijo propio. Peg está teniendo problemas con su trabajo como promotora de productos de belleza hasta que conoce a Edward.
- Alan Arkin como Bill Boggs: Marido de Peg y padre de Kim y Kevin.
- Anthony Michael Hall como Jim: El descuidado y detestable novio de Kim, quien inmediatamente desaprueba el afecto de Edward hacia Kim, la cual después rompe con él, harta de su prepotencia y maldad.
- Vincent Price como El inventor: Inventor de Edward, el anciano muere antes de poder darle manos a Edward.
- Robert Oliveri como Kevin Boggs: Hermanito menor de Kim, quien también termina siendo amigo de Edward.
- Kathy Baker como Joyce Munroe: La sensual amiga y vecina de Peg que desea a Edward y trata de seducirlo.
- O-Lan Jones como Esmeralda: Una joven organista y fanática religiosa que toca su órgano electrónico en su casa, cree que Edward ha llegado desde las llamas de infierno y trata de convencer a todo el vecindario de ello.

## Producción

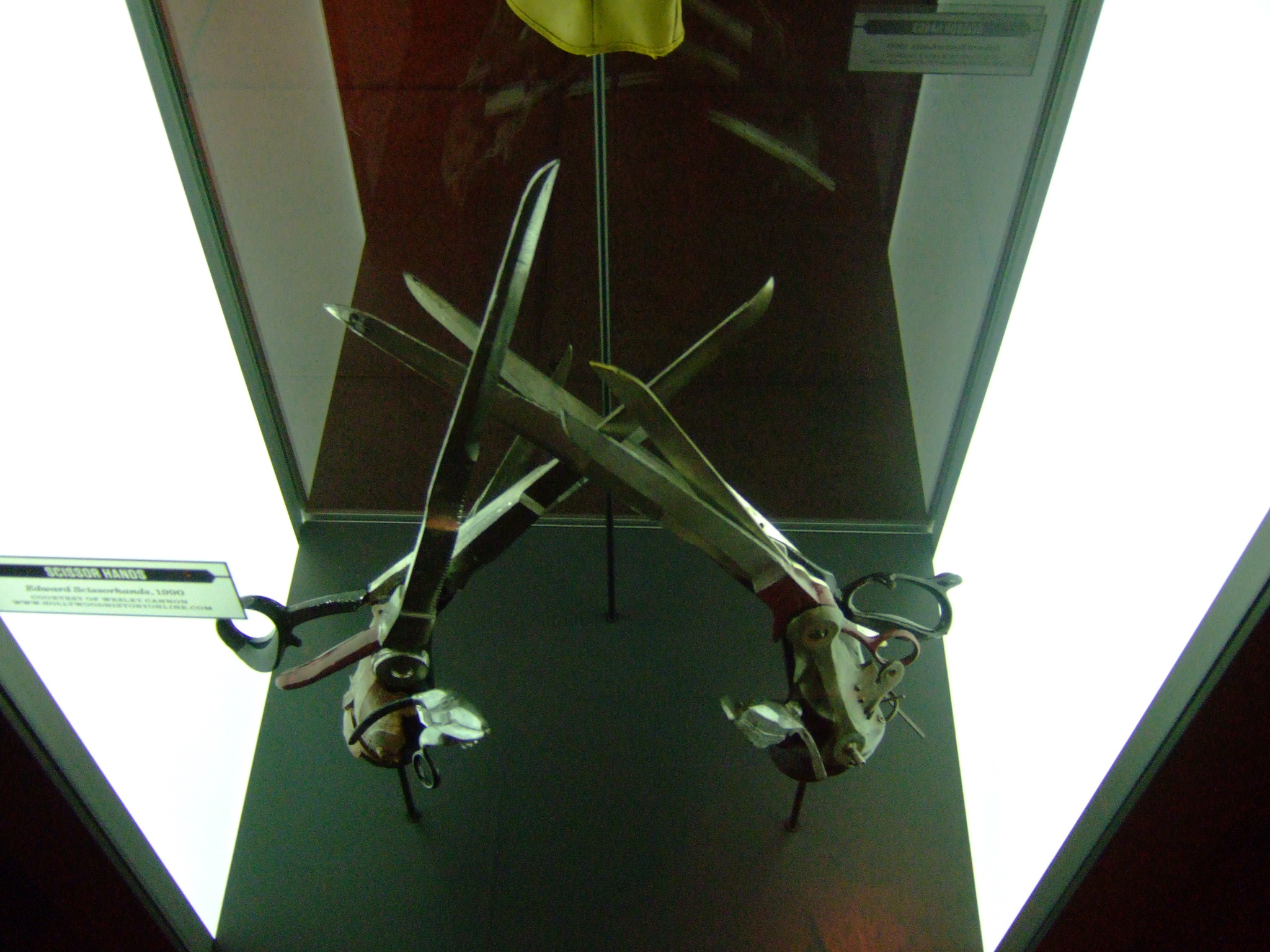
Tijeras de "Eduardo Manos de Tijeras" expuestas en el Experience Music Project/Science Fiction Hall of Fame, Seattle, EE. UU.

### Desarrollo
El concepto inicial del personaje, nació de un dibujo creado por el adolescente Burton, en la que mostraba sus sentimientos de como se sentía incapaz de entablar una comunicación con la gente en su propio barrio en Burbank. El personaje dibujado era un chico, delgado, con el cabello alborotado y con cuchillos en vez de manos. Sobre el aspecto, Burton mencionaba:

Siempre he tenido el presentimiento de que a la gente le urge poder estar lejos de mi. Y nunca he sabido por qué.
Tim Burton

Tras el éxito comercial de Batman, la Warner Bros. ansiaba producir un remake de la película para ampliar y rentabilizar en lo máximo posible el éxito cosechado. Pero, a pesar de que la productora tenía un acuerdo para llevar a cabo las tres siguientes películas de Tim Burton, el director vio rechazado su proyecto más personal y tuvo que buscar otra productora interesada en apoyar su idea. Finalmente, fue la 20th Century Fox, en la que el exdirector de cine Joe Roth estaba a la cabeza en aquella época, la que acabó aceptando su historia. De esta manera, Burton encontró una productora entusiasmada con su proyecto y que creía en el mismo y en la película. En unas declaraciones, Tim Burton hace referencia al desinterés de la Warner por este proyecto.

Aunque yo he trabajado dentro del sistema de estudios, no siento como si lo hubiera hecho, y no creo que la gente de los estudios sienta que lo he hecho tampoco; a veces me miran con una especie de expresión preocupada, a menudo sobre lo que yo pretendo hacer. Pero también hay una gran energía en ello, hay algo estupendo en trabajar dentro de ese sistema y aproximarte a las cosas del modo que tú quieres hacerlo. Hay una especie de encanto perverso en todo ello.
Tim Burton

Durante la preproducción de Beetlejuice, Tim Burton conoció, a través de su agente, a la escritora Caroline Thompson, que un tiempo después se convirtió en la guionista de Pesadilla antes de Navidad, historia de Burton y producida en parte por él mismo, dirigida por Henry Selick en 1993. Tim Burton leyó el primer libro de Caroline Thompson First Born acerca de un aborto que vuelve a la vida que conjugaba los elementos sociológicos y fantásticos que buscaba trabajar en Edward Scissorhands, como un cuento fantásticostumbrista. Con la intención de que ningún estudio se interpusiera en la creación del guion, Burton pagó a Caroline Thompson por su trabajo junto a él en la creación de guion y más tarde presentó el guion completo y terminado a los estudios como una creación inmodificable.  Sobre la escritura, Thompson mencionaba:

Cada detalle, era muy importante para Tim, porque era un proyecto muy personal. Termine escribiendo el guion como una especie de poema de amor a Tim, ya que es la persona más euforica que he conocido, pero eso le ha impedido poder terminar una frase por si solo
Caroline Thompson

Burton y Thompson desarrollaron la historia, inspirándose en diversas película de horror de Universal Pictures hechas en los años 40 y varios libros famosos tales como El Jorobado de Notre Dame, El Fantasma de la Ópera, Frankenstein, La Bella y la Bestia y también en las películas King Kong y La Criatura de la Laguna Negra. Burton también quiso hasta cierto punto, que la película fuese un musical, puesto a que veía la historia como "digna de una opera clásica". Thompson llegó a escribir algunas canciones, las cuales habrían atraído la atención del cantante Michael Jackson. Sin embargo, Burton desechó la idea, una vez completado el borrador que terminaría siendo la película. Burton terminó haciendo la película, declinando cualquier opción momentánea como para dirigir alguna secuela de Batman, así mismo una de Beetlejuice.

### Casting
Aunque Winona Ryder fue la primera actriz en mostrar interés en el guion,  Dianne Wiest fue la primera en firmar el contrato actoral. Sobre la decisión de haberla escogido para el rol, Burton mencionó:

Dianne era una maravillosa alternativa para el papel. Tras la primera lectura, le encantó el proyecto y como ella era una actriz muy respetada en Hollywood, toda cosa buena que dijo sobre el guion, nos beneficio para hacer el casting
Tim Burton

Antes de que Depp hiciera el casting para el papel principal, se barajaron otras posibilidades como Tom Cruise, Tom Hanks, Robert Downey Jr., William Hurt y Jim Carrey.  Fox convenció a Burton para que tuviera una charla sobre la película. Cruise declinó la oferta pues pedía un "final más feliz" a lo que Burton se negó. Gary Oldman también fue otro nombre que se barajó para el papel, sin embargo, rechazó el papel, al considerar la historia de la película como "muy absurda", aunque una vez estrenado el filme y haber decidido verlo, Oldman confesó que "con tan sólo dos minutos de la función, se había dado cuenta demasiado tarde de su decisión".  Tom Hanks rechazó el rol, a favor de actuar en La hoguera de las vanidades. Thompson confesó que tenía interés en que llamaran a John Cusack para interpretar el personaje, pero esto no ocurrió. A pesar de que Michael Jackson había expresado interés en la película, Burton rechazó la idea de tan siquiera hablarlo. Finalmente, Burton llegó a Depp; si bien Burton no estaba familiarizado con el trabajo del actor en 21 Jump Street, confesó que lo veía perfectamente para el papel. Depp confesó haber tomado inspiración en el legendario comediante Charles Chaplin para poder crear el personaje y lograr mostrar simpatía y amabilidad sin siquiera tener que abrir la boca. Mientras que el papel de El Inventor fue escrito específicamente para Vincent Price. Drew Barrymore fue una opción considerable para el rol de Kim antes de que Ryder fuese escogida.  Mientras que para el rol de Jim habían considerado a Crispin Glover antes de que Anthony Michael Hall fuera seleccionado.

### Rodaje
La mayor parte de la película fue rodada en Lakeland, Florida, entre el 10 de marzo y el 10 de junio de 1990. Aunque Burton había considerado filmar la película en Burbank, cambió de parecer al ver que la ciudad había "cambiado mucho desde su infancia". El diseñador de producción Bo Welch se encargó de hacer que todas las casas tuviesen colores pasteles, de la misma manera, se aseguraron de que una de las casas, tuviese una cama de agua. Alan Arkin confesó que nada en el guion tuvo sentido, hasta que vio todo en el set, llegando a decir que el estilo visual de Burton era el de un genio. Los colores de las casas fueron reducidos a cuatro colores principales: Verde agua, piel sucia, mantequilla y azul sucio. El exterior de la mansión gótica ruinosa fue construido a las afueras de Dade City y las tomas que lo mostraban a lo lejos como parte del barrio eran pinturas mate. Los interiores de la mansión fueron construidos en los estudios de sonido de Fox en Century City.
Las manos de tijera de Edward fueron creadas por la leyenda del maquillaje cinematográfico Stan Winston. El maquillaje y las manos tardaban 45 minutos en aplicarse antes de entrar al set. El traje de Edward fue creado a partir de un traje de cuero, que combinaba diferentes tipos de telas, texturas, hasta cuero de sillón. El traje resultaba ser bastante pesado y caluroso, por lo que Depp en más de una ocasión, llegó a desmayarse o hasta vomitar, combinado con el calor de Florida. Los exteriores también tenían una plaga de moscas, las cuales lograron ser borradas digitalmente. Las esculturas vegetales fueron hechas sobre la base de armazones que posteriormente fueron adornados con hojas.

### Música
La película marcó la cuarta colaboración entre Burton y Danny Elfman. Elfman ha admitido que su trabajo en la película fue más "personal" que los hechos en las otras película de Burton, así mismo, confiesa que es su favorito. También aparecen tres canciones de Tom Jones en algunas escenas, las cuales son "It's Not Unusual", "Dalilah" y "With These Hands". Años más tarde, It's Not Unusual sería parte de la banda sonora principal de la película Mars Attacks!, en la cual el mismo Tom Jones se encargó de hacer su parte, además de actuar en la película como él mismo.

## Lanzamiento y Recepción
Edward Scissorhands tuvo una buena acogida entre la crítica, y fue un éxito comercial. La película recibió numerosas nominaciones y premios en los Óscar, los BAFTA o los Saturn. La película recaudó un total aproximado de USD 86 020 000. La película mantiene un porcentaje de 89% de comentarios frescos en el sitio Rotten Tomatoes basándose en un total de 56 reseñas, añadiendo "Edward Scissorhands es un modernista cuento de hadas, capaz de atraerte con sus tintes góticos y centro dulce". El sitio Metacritic le da un 77 de 100 basado en un total de 19 reseñas.

## Adaptaciones

### Ballet
En Londres, se creó un ballet inspirado en la película, el cual fue dirigido por Matthew Bourne, el cual estuvo en exhibición en el Teatro de Sadler's Wells. El estreno se dio en noviembre de 2005 y durante 11 semanas, el espectáculo dio la vuelta al mundo, desde Reino Unido, a Estados Unidos y parte de Asia.

### Cómic secuela
A mediados del año 2014, la editorial IDW Publishing, famosa por la creación de otros cómics basados en películas y franquicias anunció la creación de un cómic, el cual estuvo escrito por Kate Leigh. El cómic duró por 10 números y dos arcos argumentales. La trama general es una secuela de la película, la cual se enfoca en la vida de Edward, tras conocer a Meg, la nieta de Kim y como su regreso a la vida de la familia, traerá varios recuerdos a Mili, hija de Kim y madre de Meg. Durante su primer arco argumental, Edward y Meg tratan de detener a un "invento hostil" que había sido encerrado por el Inventor y que Edward accidentalmente liberó, lo cual culmina en el secuestro de un chico. Para su segundo arco, se enfocó en como Edward conoce a una doctora, capaz de "sanar enfermedades mentales y físicas" con lo que ahora está de verdad dispuesto, el poder tener manos de verdad, aunque Edward no sospecha lo que se cierne sobre la misteriosa doctora y sus intenciones. Debido a que el cómic terminó sin una conclusión cerrada, es muy probable que se hagan otras historias en los años por venir.

### Música
La banda de Metalcore Ice Nine Kills tiene una canción que adapta la historia del largometraje titulada "The World In My Hands" que pertenece al LP The Silver Scream.

## Premios

### Premios Óscar
| Año  | Categoría        | Receptor               | Resultado |
| ---- | ---------------- | ---------------------- | --------- |
| 1990 | Mejor maquillaje | Ve Neill, Stan Winston | Nominado  |

### Premios Globo de Oro
| Año  | Categoría                       | Receptor    | Resultado |
| ---- | ------------------------------- | ----------- | --------- |
| 1990 | Mejor actor - Comedia o musical | Johnny Depp | Nominado  |

### Premios BAFTA
| Año  | Categoría                     | Receptor       | Resultado |
| ---- | ----------------------------- | -------------- | --------- |
| 1991 | Mejor diseño de producción    | Bo Welch       | Ganadora  |
| 1991 | Mejor diseño de vestuario     | Colleen Atwood | Nominada  |
| 1991 | Mejor maquillaje y peluquería | Ve Neill       | Nominada  |
| 1991 | Mejores efectos visuales      | Stan Winston   | Nominada  |

### Premios Saturn
| Año  | Categoría                  | Receptor       | Resultado |
| ---- | -------------------------- | -------------- | --------- |
| 1991 | Mejor película de fantasía |                | Ganadora  |
| 1991 | Mejor actriz               | Winona Ryder   | Nominada  |
| 1991 | Mejor actor de reparto     | Alan Arkin     | Nominado  |
| 1991 | Mejor actriz de reparto    | Dianne Wiest   | Nominada  |
| 1991 | Mejor banda sonora         | Danny Elfman   | Nominada  |
| 1991 | Mejor vestuario            | Colleen Atwood | Nominada  |

### Premios Grammy
| Año  | Categoría                                                            | Receptor     | Resultado |
| ---- | -------------------------------------------------------------------- | ------------ | --------- |
| 1992 | Mejor canción escrita específicamente para una película o televisión | Danny Elfman | Nominado  |